# Stamford Brook

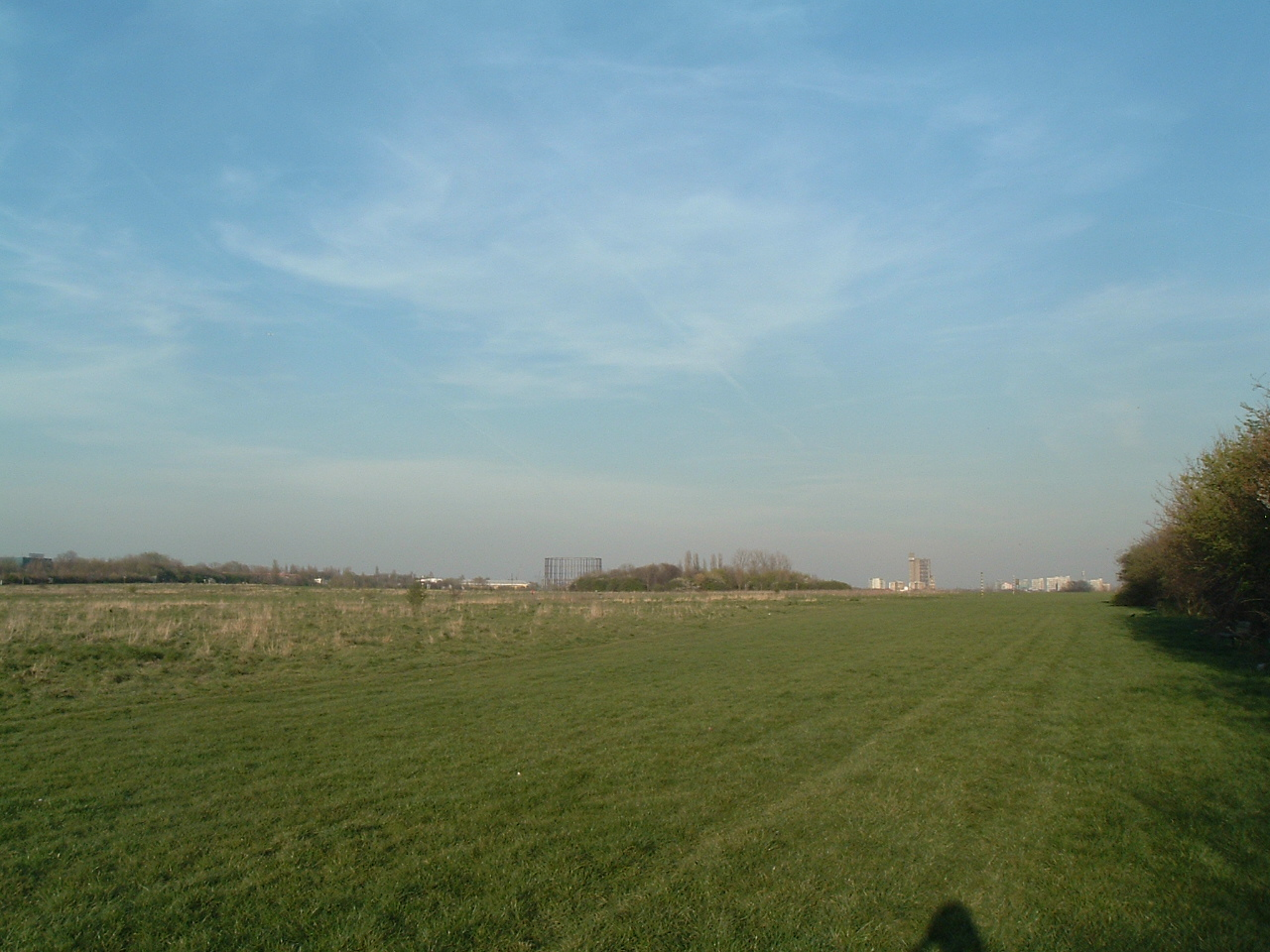
Wormwood Scrubs – eines der Quellgebiete des Stamford Brook

Der Stamford Brook ist ein Wasserlauf im London Borough of Hammersmith and Fulham und dem London Borough of Ealing. Er entsteht aus drei Quellflüssen, die in Acton und den Wormwood Scrubs entstehen und sich im Ravenscourt Park verereinigen. Im Park diente der Wasserlauf einst der Versorgung von Seen und Brunnen.
Der östlichste der Zuflüsse stand in Verbindung mit den Acton Wells, deren Wasser als leichtes Abführmittel bekannt war, doch wurde der Zufluss im 18. Jahrhundert als Abwasserkanal charakterisiert. Der mittlere Zufluss war als Warple und der westliche als Mill Hill Stream oder Mill Hill Brook bekannt.
Der Name Stamford Brook beruht auf einer „steinernen Furt“, die den Fluss an der King Street in Hammersmith auf Höhe des heutigen Rathauses kreuzte. Von der King Street bis zu den Furnivall Gardens weitete sich der Wasserlauf und war unter dem Namen Hammersmith Creek schiffbar. Der Oberlauf wurde bis 1900 unter die Oberfläche verlegt und der Unterlauf bis 1936. Der Auslass in die Themse an den Furnivall Gardens ist der einzige heute noch sichtbare Teil des Wasserlaufs.
2008 gab es den Vorschlag die A4 road in Hammersmith in den Untergrund zu verlegen und dadurch den Wasserlauf wieder an die Oberfläche zu holen und Hammersmith erneut mit der Themse zu verbinden.